# Daryl Impey
Daryl Impey (Johannesburg, 6 de desembre de 1984) és un ciclista sud-africà professional des del 2008 i fins al 2023.
En el seu palmarès destaca la victòria a la Volta a Turquia de 2009 i nombrosos campionats nacionals de contrarellotge individual. En 2013 es convertí en el primer ciclista africà en vestir el mallot groc del Tour de França.
El 2 de juliol de 2014 s'anuncià que havia donat positiu per probenecid en un control de l'UCI després dels Campionats de Sud-àfrica que s'havien disputat el 6 de febrer i que d'acord amb el codi de salut intern de l'equip Orica-GreenEDGE fou suspès provisionalment. No obstant, a finals d'agost del mateix any, va ser exculpat i va poder tornar a competir, ja que el positiu era per un producte farmacèutic en mal estat

## Palmarès
- 2003
  -  Campió de Sud-àfrica sub-23 en ruta
- 2004
  - Vencedor d'una etapa del Giro del Capo
- 2007
  - Vencedor de 2 etapes del Giro del Capo
  - Vencedor d'una etapa de la Volta al Marroc
- 2008
  - Vencedor d'una etapa del Herald Sun Tour
- 2009
  - 1r a la Volta a Turquia i vencedor d'una etapa
- 2011
  -  Campió de Sud-àfrica en contrarellotge
  - Vencedor d'una etapa de la Volta al Marroc
- 2012
  - Vencedor d'una etapa de la Volta al País Basc
  - Vencedor d'una etapa de la Volta a Eslovènia
- 2013
  -  Campió de Sud-àfrica en contrarellotge
  - Vencedor d'una etapa de la Volta al País Basc
  - Vencedor d'una etapa de la Volta a Baviera
- 2014
  -  Campió de Sud-àfrica en contrarellotge
  - Vencedor d'una etapa de la Volta a Baviera
  - 1r al Tour d'Alberta i vencedor d'una etapa
- 2015
  -  Campió de Sud-àfrica en contrarellotge
- 2016
  -  Campió de Sud-àfrica en contrarellotge
- 2017
  -  Campió de Sud-àfrica en contrarellotge
  - 1r al 94.7 Cycle Challenge
  - Vencedor d'una etapa a la Volta a Catalunya
- 2018
  -  Campió de Sud-àfrica en ruta
  -  Campió de Sud-àfrica en contrarellotge
  - 1r al Tour Down Under
  - Vencedor d'una etapa al Critèrium del Dauphiné
- 2019
  -  Campió de Sud-àfrica en ruta
  -  Campió de Sud-àfrica en contrarellotge
  - 1r al Tour Down Under i vencedor d'una etapa
  - 1r al Czech Cycling Tour
  - Vencedor d'una etapa del Tour de França
- 2020
  -  Campió de Sud-àfrica en contrarellotge
- 2022
  - Vencedor d'una etapa a la Volta a Suïssa

### Resultats al Tour de França
- 2012. 111è de la classificació general
- 2013. 74è de la classificació general  Porta el mallot groc durant 2 etapes
- 2015. No surt (4a etapa)
- 2016. 38è de la classificació general
- 2017. 47è de la classificació general
- 2018. 46è de la classificació general
- 2019. 72è de la classificació general. Vencedor d'una etapa
- 2020. 97è de la classificació general

### Resultats al Giro d'Itàlia
- 2012. No surt (17a etapa)

### Resultats a la Volta a Espanya
- 2015. 84è de la classificació general
- 2022. 101è de la classificació general